# Sotírios Brétas
Sotírios « Sotíris » Brétas (grec moderne : Σωτήριος «Σωτήρης» Μπρέτας ; né le 12 mars 1990 à Vólos) est un coureur cycliste grec spécialiste de la piste. Il court également comme pilote pour malvoyant.

## Biographie
Sotírios Brétas est actif en cyclisme sur piste à partir de 2006. Depuis lors, il compte 14 titres nationaux (en incluant 2020). Aux mondiaux juniors de 2009, il remporte l'argent sur le keirin. À partir de 2012, Brétas est dominé par Chrístos Volikákis au niveau national, jusqu'à ce que celui-ci décide en 2016 de se consacrer aux disciplines d'endurance sur piste.
Aux mondiaux de paracyclisme 2020, Brétas court avec son compatriote malvoyant Chrístos Sandalákis en tant que pilote sur le tandem. Avec l'équipe grecque, il remporte le bronze de la vitesse par équipes mixte. En novembre de la même année, il remporte ses premières médailles internationales chez les élites. Profitant de l'absence de plusieurs nations fortes de la piste en raison de la pandémie de Covid-19, il décroche deux médailles de bronze lors des championnats d'Europe 2020, en vitesse par équipes et sur le keirin.
Le 22 avril 2023, à l'occasion de la Coupe des Nations à Milton, il est contrôlé positif à la Mestérolone, un stéroïde synthétique à activité anabolique et androgène. Il est provisoirement suspendu par l'UCI. Cette suspension est confirmée le 6 septembre 2023, pour une durée de quatre ans, soit jusqu'au 9 mai 2027.

## Palmarès sur piste

### Championnats du monde
| Édition / Épreuve     | Keirin | Vitesse individuelle | Vitesse par équipes |
| Le Cap 2008 (juniors) | Argent |                      |                     |
| Pruszków 2009         |        |                      | 13e                 |
| Minsk 2013            |        | 38e                  | 13e                 |
| Apeldoorn 2018        |        | 35e                  |                     |

### Championnats d'Europe
| Édition / Épreuve | Kilomètre | Keirin | Vitesse individuelle | Vitesse par équipes |
| Plovdiv 2020      | 8e        | Bronze | 4e                   | Bronze              |
| Granges 2023      |           | 17e    |                      | 11e                 |

### Championnats de Grèce
- 2006
  -  Champion de Grèce du 500 mètres cadets
  -  Champion de Grèce de vitesse individuelle cadets
- 2007
  -  Champion de Grèce de vitesse par équipes juniors
  -  Champion de Grèce du scratch juniors
- 2008
  -  Champion de Grèce du keirin juniors
  -  Champion de Grèce de vitesse individuelle juniors
- 2008
  -  Champion de Grèce du keirin juniors
  -  Champion de Grèce de vitesse individuelle juniors
  -  Champion de Grèce de vitesse par équipes juniors
- 2012
  -  Champion de Grèce de vitesse individuelle
  -  Champion de Grèce de vitesse par équipes
- 2016
  -  Champion de Grèce du kilomètre
  -  Champion de Grèce du keirin
  -  Champion de Grèce de vitesse individuelle
- 2018
  -  Champion de Grèce du kilomètre
  -  Champion de Grèce du keirin
  -  Champion de Grèce de vitesse individuelle
- 2019
  -  Champion de Grèce du keirin
  -  Champion de Grèce de vitesse individuelle
  -  Champion de Grèce de vitesse par équipes
- 2020
  -  Champion de Grèce du kilomètre
  -  Champion de Grèce de vitesse individuelle
  -  Champion de Grèce de vitesse par équipes
- 2021
  -  Champion de Grèce du kilomètre
  -  Champion de Grèce de vitesse par équipes
- 2022
  -  Champion de Grèce du kilomètre
  -  Champion de Grèce du keirin
  -  Champion de Grèce de vitesse individuelle